# Alexandra Holden

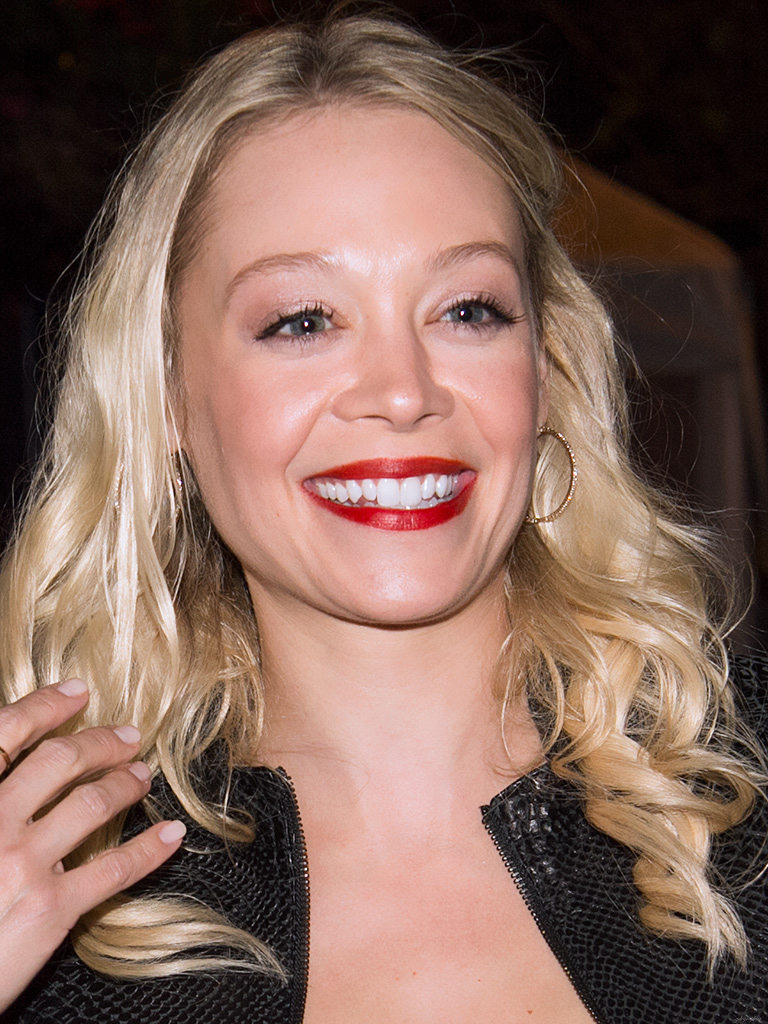
Alexandra Holden (2011)

Alexandra Holden (* 30. April 1977 in Northfield, Minnesota) ist eine US-amerikanische Schauspielerin.

## Leben
Holden ist die Tochter von Barry und Kristi Holden. Sie spielte in einigen Episoden der Fernsehserie Friends sowie in der Anwaltsserie Ally McBeal. Sie ist überwiegend in Nebenrollen zu sehen. Ihre ersten großen Rollen spielte sie in Filmen wie Dead End, Sugar & Spice und Wishcraft.
Eine Zeit lang war sie mit dem Schauspieler Johnny Strong verheiratet.

## Filmografie

### Filme
- 1997: Wie ich zum ersten Mal Selbstmord beging (The Last Time I Committed Suicide)
- 1997: In & Out
- 1998: Dancer, Texas (Dancer, Texas Pop. 81)
- 1999: Guinevere
- 1999: EDtv
- 1999: Gnadenlos schön (Drop Dead Gorgeous)
- 2001: Sugar & Spice
- 2001: Uprising – Der Aufstand (Uprising, Fernsehfilm)
- 2002: Wishcraft
- 2002: American Gun
- 2002: Four Reasons
- 2002: Hot Chick – Verrückte Hühner (The Hot Chick)
- 2003: The Afterlife (Fernsehfilm, Stimme)
- 2003: Dead End
- 2003: Moving Alan
- 2003: How to Deal – Wer braucht schon Liebe? (How to Deal)
- 2003: Der 7. Kreis der Hölle (Purgatory Flats)
- 2005: Everything’s Gone Green (Kurzfilm)
- 2005: Window Theory
- 2005: Der Freund meiner Träume (Everything you want, Fernsehfilm)
- 2005: Peep Show (Fernsehfilm)
- 2006: Special
- 2006: Wasted
- 2006: Mind Games (Fernsehfilm)
- 2006: A Dead Calling
- 2007: All the Days Before Tomorrow
- 2008: The Frequency of Claire
- 2008: Blood Movie – Tod vor laufender Kamera (Dark Reel)
- 2009: (Traum)Job gesucht (Post Grad)
- 2009: The Eastmans (Fernsehfilm)
- 2010: Healing Hands (Fernsehfilm)
- 2011: Lovely Molly
- 2011: Let Go
- 2013: In a World ... – Die Macht der Stimme (In a World...)
- 2014: Zoe Gone
- 2015: Loaded
- 2015: The Operator – Eine Marble Hornets Story (Always Watching: A Marble Hornets Story)

### Fernsehserien
- 1996–1997: Mr. Rhodes (drei Folgen)
- 1997: Immer wieder Fitz (Cracker, zwei Folgen)
- 2000: Noch mal mit Gefühl (Once and Again, zwei Folgen)
- 2000: Friends (fünf Folgen)
- 2001: Ally McBeal (drei Folgen)
- 2002: Six Feet Under – Gestorben wird immer (Six Feet Under, eine Folge)
- 2004: Tru Calling – Schicksal reloaded! (Tru Calling, eine Folge)
- 2006: Grey’s Anatomy (eine Folge)
- 2007: Friday Night Lights (fünf Folgen)
- 2008: CSI: Miami (eine Folge)
- 2008: Private Practice (eine Folge)
- 2009: Cold Case – Kein Opfer ist je vergessen (Cold Case, eine Folge)
- 2009: Royal Pains (eine Folge)
- 2010: The Mentalist (eine Folge)
- 2011: Franklin & Bash (fünf Folgen)
- 2011: Friends with Benefits (eine Folge)
- 2011: Man Up (eine Folge)
- 2011: Covert Affairs (eine Folge)
- 2012: Bones – Die Knochenjägerin (Bones, eine Folge)
- 2012: Navy CIS (NCIS, eine Folge)
- 2012–2014: Rizzoli & Isles (sechs Folgen)
- 2013: The Mob Doctor (eine Folge)
- 2013: Vegas (Vega$, eine Folge)
- 2013: Drop Dead Diva (eine Folge)
- 2014: Navy CIS: L.A. (NCIS: Los Angeles, eine Folge)
- 2014: CSI: Crime Scene Investigation (eine Folge)